# Supercoupe de Belgique de football 1992
La Supercoupe de Belgique 1992 est un match de football qui a été joué le 5 août 1992, entre le vainqueur du championnat de division 1 belge 1991-1992, le FC Bruges et le vainqueur de la coupe de Belgique 1991-1992, l'Antwerp.
Le FC Bruges remporte le match après la séance de tirs au but. C'est la sixième fois que le club remporte ce trophée.

## Feuille de match
| Titulaires : |  |
| |  |
| GK Dany Verlinden · RB Peter Creve 70e · CB Rudi Cossey · CB Alex Querter · LB Dominique Van Maele · RM Claude Verspaille · CM Lorenzo Staelens 59e · CM Franky Van der Elst · LM Stephan Van Der Heyden · RF Daniel Amokachi · LF Foeke Booy · |  |
| Remplaçants : |  |
| GK Hans Galjé · CB Jannes Tant · RM Gert Verheyen 70e · |  |
| Entraîneur : |  |
| Hugo Broos |  |

| Titulaires : |  |
| |  |
| GK Ratko Svilar · RB Wim Kiekens · CB Nico Broeckaert · CB Ronny Van Rethy · LB Rudi Smidts · RM Hans-Peter Lehnhoff · CM Patrick Van Veirdeghem · CM Dragan Jakovljević · LM Didier Segers · RF Willy Vincent 70e · LF Alexandre Czerniatynski 67e · |  |
| Remplaçants : |  |
| GK Wim De Coninck · RF Francis Severeyns 70e · |  |
| Entraîneur : |  |
| Walter Meeuws |  |

| Titulaires : |  |
| |  |
| GK Dany Verlinden · RB Peter Creve 70e · CB Rudi Cossey · CB Alex Querter · LB Dominique Van Maele · RM Claude Verspaille · CM Lorenzo Staelens 59e · CM Franky Van der Elst · LM Stephan Van Der Heyden · RF Daniel Amokachi · LF Foeke Booy · |  |
| Remplaçants : |  |
| GK Hans Galjé · CB Jannes Tant · RM Gert Verheyen 70e · |  |
| Entraîneur : |  |
| Hugo Broos |  |

| Titulaires : |  |
| |  |
| GK Ratko Svilar · RB Wim Kiekens · CB Nico Broeckaert · CB Ronny Van Rethy · LB Rudi Smidts · RM Hans-Peter Lehnhoff · CM Patrick Van Veirdeghem · CM Dragan Jakovljević · LM Didier Segers · RF Willy Vincent 70e · LF Alexandre Czerniatynski 67e · |  |
| Remplaçants : |  |
| GK Wim De Coninck · RF Francis Severeyns 70e · |  |
| Entraîneur : |  |
| Walter Meeuws |  |